# Francesca Vidal i Tous
Francesca Vidal i Tous (Palma de Mallorca, 1851-Ibidem, 1939) fue una sindicalista española, que ejerció de cosedora y es conocida por su militancia obrera y feminista en la isla de Mallorca.

## Biografía
Nació en el seno de una familia obrera palmesana. La madre, Antònia Blandos, era modista y Francesca aprendió el oficio junto a ella. A los 19 años fue vocal de la primera asociación de obreras mallorquinas de la cual se tiene noticia, La Virtud Social, asociada a la Asociación Internacional de los Trabajadores de tendencia bakuninista. El sector de las modistas, a lo que ella pertenecía consiguió una tabla reivindicativa formada exclusivamente por mujeres, reclamaban el derecho al trabajo y a un salario igual que el de sus compañeros masculinos. Salario que las permitiera vivir independientemente, sin contar con la ayuda de los padres. También vindicaban para la mujer un nuevo rol dentro de la familia  y poder dejar de ser propiedad del marido o del padre.
Vidal i Tous fue una autodidacta y durante los años 80 del siglo XIX dio clases a niñas y a mujeres obreras para intentar disminuir el analfabetismo. Junto con otras mujeres obreras  fundó la Unión Obrera Balear (UOB), junto con su hermana Isabel. Las republicanas de la Unión Obrera Balear reclamaban al Estado la creación de guarderías  y escuelas nocturnas para combatir el analfabetismo de las trabajadoras. Todavía en los años noventa continuaba ejerciendo de maestra de las hijas de los asociados y asociadas de la UOB. En esta tarea la ayudaba su hija mayor Antònia, quien entonces solo contaba 14 años.
Se casó en 1878 con Fèlix Matáis y Domeray un dirigente Federal, intransigente y feminista. Tuvieron dos hijas. En 1883, Vidal i Tous alcanzó la responsabilidad de la secretaría de la Organización del Congreso Femenino Nacional que se celebraría en Palma y contaba con la adhesión otros grupos feministas del estado español y del extranjero pero debido a las presiones de la Iglesia y el conservadurismo local se suspendió.
Vidal i Tous y Matáis y Domeray publicaron poesías en el periódico republicano La voz del pueblo cuando su padre era el director.
Murió en 1939 habiendo pasado penurias en la guerra.